# Зуев, Николай Николаевич (самбист)
Николай Николаевич Зуев (20 мая 1958 года, г. Свердловск — 21 мая 2022 года, г. Екатеринбург) — советский и российский самбист, мастер спорта международного класса. Зуев являлся победителем Кубка мира по самбо, призёром и победителем чемпионатов РСФСР и СССР, многолетним членом сборной СССР по самбо. Помимо этого он принимал участие в профессиональных турнирах по смешанным единоборствам под эгидой RINGS, а также основал в 1993 году в Екатеринбурге центр спортивных единоборств, который в 2006 году был признан банкротом.

## Титулы и достижения
- Самбо[2]
  - Мастер спорта СССР по самбо (1982 г.)
  - Мастер спорта международного класса по самбо (1984 г.)
  - Обладатель Кубка мира (1984 г.)
  - Трёхкратный чемпион РСФСР
  - Двукратный серебряный призёр чемпионатов СССР
  - Победитель Кубка СССР

## Биография
В детстве в Белгородской области занимался вольной борьбой (технику которой впоследствии переложил на самбо).
Переехав в Екатеринбург, занялся пешим туризмом. Ходил на две недели на перевал Дятлова, где отморозил себе пальцы и едва не умер от язвы. Из-за язвы не взяли в армию.
В 1978 году в 20 лет занялся самбо. До 34 лет входил в сборную СССР, пока тот не распался.
В 1992 году после завершения карьеры в сборной стал летать в Японию. Оттуда привёз смешанные единоборства RINGS.
Скончался 21 мая 2022 года, похоронен на Северном кладбище Екатеринбурга.

## Таблицы выступлений
Таблица со статистикой профессиональных боёв Николая Зуева согласно сайту Sherdog приведена ниже.